# 八寶鴨 (粵菜)
八寶鴨 (粵菜)源於紹幫菜中八寶姑嫂鴨，傳至廣東後，填料改為咸蛋黃、金華火腿、紅豆、薏米、糯米、乾百合、乾蓮子、花生，調味料改用蠔油，1930年代成為香港宴會名菜。